# Rewarded with Ingratitude/Infernal Hatred
Rewarded with Ingratitude/Infernal Hatred è un EP split dei gruppi death metal In-Quest e Sarcastic Terror, pubblicato nel 1995.

## Tracce
Lato A
1. Rewarded with Ingratitude – 6:13 (In-Quest)

Lato B
1. Intro – 1:22 (Sarcastic Terror)
2. Putrescense – 3:44 (Sarcastic Terror)
3. The Last Act of Subsidence (Abuse) – 4:43 (Sarcastic Terror)